# مزرعه خز
- A = قفس‌هایی برای نرها
- B = بخش‌های حیوانات جوان
- D = ورودی
- O = درخت‌ها

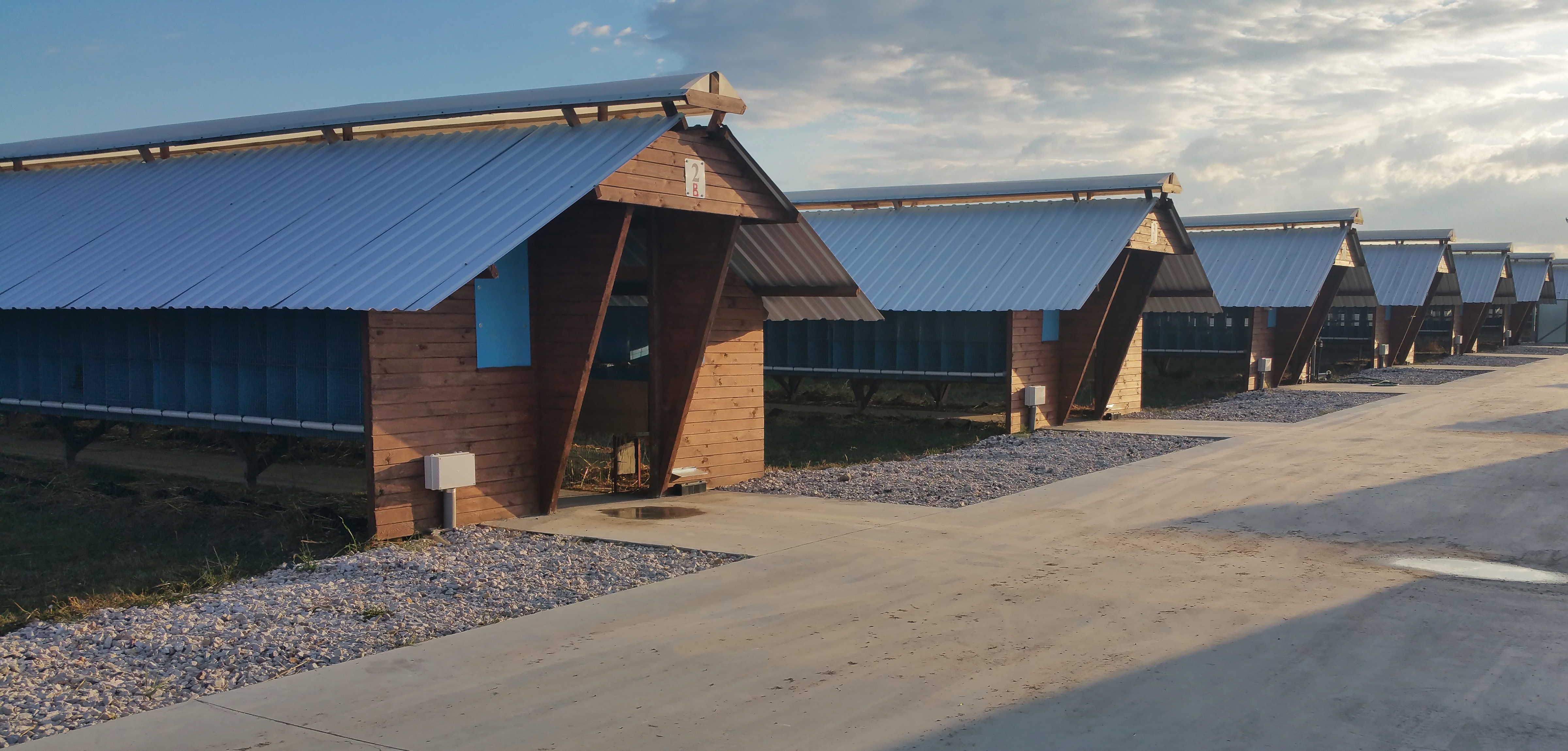
یک مزرعهٔ پرورش مینک در لهستان

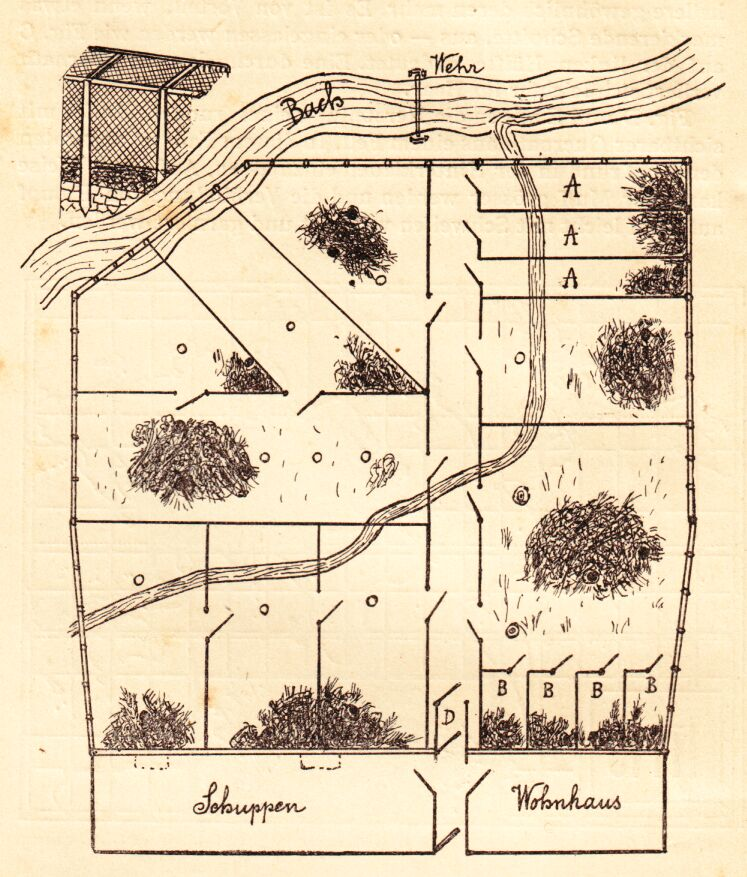
طرحی آلمانی از یک مزرعهٔ پرورش راسو (بعد از ۱۹۰۰)

مزرعهٔ خز، مکانی برای پرورش یا اصلاح نژاد انواع خاصی از حیوانات برای استفاده از خز آنهاست.
تا سال‌های اخیر، بخش عمده‌ای از تولید جهانی خز پرورشی در اختیار کشورهای اروپایی بوده است. مطابق آمار ارائه‌شده، در سال ۲۰۱۸، حدود ۵۰۰۰ مزرعهٔ فعال در حوزهٔ پرورش حیوانات برای تولید خز در اتحادیهٔ اروپا فعالیت می‌کردند که این مزارع در ۲۲ کشور عضو این اتحادیه مستقر بودند. مجموع تولید این واحدها معادل حدود ۵۰ درصد از تولید جهانی خز پرورشی را شامل می‌شد، که نشان‌دهندهٔ نقش محوری اروپا در این صنعت جهانی است. با این حال، در پی افزایش نگرانی‌های زیست‌محیطی و رشد جنبش‌های حمایت از حقوق حیوانات، روند رو به کاهشی در این حوزه به‌وجود آمد. به‌گونه‌ای که تا سال ۲۰۲۳، تنها ۱۱ کشور از میان کشورهای عضو اتحادیهٔ اروپا به فعالیت در زمینهٔ پرورش حیوانات برای تولید خز ادامه داده‌اند. از این میان نیز، سه کشور به‌طور رسمی ممنوعیت قانونی این فعالیت را اعلام کرده‌اند؛ قوانینی که مقرر شده در آینده‌ای نزدیک اجرایی شوند. این تحولات نشان از تغییری اساسی در سیاست‌های عمومی و نگرش اجتماعی نسبت به تولید خز دارد و می‌تواند به کاهش چشمگیر فعالیت این صنعت در قارهٔ اروپا بینجامد.
اتحادیهٔ اروپا ۶۳ درصد از تولید جهانی راسو و ۷۰ درصد از تولید روباه را به خود اختصاص داده است. در سطح جهانی، چین و فنلاند برترین تولیدکنندگان خز بودند. دانمارک نیز با تولید تقریباً ۲۸ درصد از خز سمور جهان، پیشرو بود تا اینکه دولت این کشور در سال ۲۰۲۰ تمام ذخایر کشاورزان را بدون مجوز قانونی از بین برد.
ایالات متحدهٔ آمریکا صادرکنندهٔ اصلی خز است. بازارهای عمده صادراتی شامل چین، روسیه، کانادا و اتحادیهٔ اروپا هستند. صادرات به آسیا به عنوان سهمی از کل صادرات از ۲۲ درصد در سال ۱۹۹۸ به ۴۷ درصد در سال ۲۰۰۲ افزایش یافت. از سال ۲۰۱۲، گزارش شده است که روسیه بزرگ‌ترین بازار فروش خز در جهان است. چین بزرگ‌ترین واردکننده خز و بزرگ‌ترین صادرکننده محصولات خز در جهان بوده است.
پرورش خز در بریتانیا (از سال ۲۰۰۰)، اتریش (از سال ۲۰۰۵)، اسلوونی (از سال ۲۰۱۵)، کرواسی (از سال ۲۰۱۷)، لوکزامبورگ (از سال ۲۰۱۸)، جمهوری چک (از سال ۲۰۱۹)، هلند (از سال ۲۰۲۱)، ایرلند (از سال ۲۰۲۲)، ایتالیا (از ژوئن ۲۰۲۲)، مالت (از سال ۲۰۲۲)، بلژیک (از سال ۲۰۲۳)، اسلواکی (از سال ۲۰۲۵)، نروژ (از فوریه ۲۰۲۵)، استونی (از سال ۲۰۲۵)، لیتوانی (از سال ۲۰۲۷)، رومانی (از سال 2027) و لتونی (از سال ۲۰۲۸) ممنوع شده است. در سوئیس و آلمان، مقررات مربوط به پرورش خز بسیار سختگیرانه است، در نتیجه هیچ مزرعهٔ خزی وجود ندارد. دانمارک (۲۰۰۹)، فرانسه (۲۰۲۰) و مجارستان (۲۰۲۱) ممنوعیت پرورش خز گونه‌های خاصی را وضع کردند، در حالی که اسپانیا در سال ۲۰۲۲ طرحی را برای تعطیلی تمام مزارع خز تا سال ۲۰۳۰ اعلام کرد. پرورش خز تا سال ۲۰۲۳ در پرتغال و قبرس وجود نداشت. آخرین مزرعهٔ خز در ژاپن در سال ۲۰۱۶ تعطیل شد.
تقاضا برای خز در اواخر دهه‌های ۱۹۸۰ و ۱۹۹۰ به دلیل عوامل مختلفی از جمله تلاش‌های فعالان حقوق حیوانات و عدم موفقیت طراحان در ارائهٔ خطوط جدید و جذاب، کاهش یافت. با این حال، از آغاز هزارهٔ جدید، فروش جهانی به بالاترین حد خود رسیده است که ناشی از تکنیک‌های کاملاً جدید برای کار با خز و افزایش شدید درآمد قابل تصرف در چین و روسیه است. این تقاضای رو به رشد منجر به توسعهٔ عملیات گستردهٔ پرورش خز در چین و لهستان شده است.
در جریان همه‌گیری کووید-۱۹، پژوهش‌ها و شواهد تجربی نشان داد که راسوها به‌طور خاص در برابر گونه‌های انسانی ویروس بسیار آسیب‌پذیر هستند. این آسیب‌پذیری سبب شد تا نگرانی‌های جدی‌ای در مورد احتمال شیوع گسترده ویروس در میان جمعیت راسوهای مزارع پرورشی در کشورهای مختلف پدید آید. گسترش ویروس در این حیوانات، علاوه بر تهدید بهداشتی برای کارگران و افراد مرتبط با مزارع، خطر ایجاد سویه‌های جدید و جهش‌یافته‌ای از ویروس را افزایش می‌داد؛ سویه‌هایی که می‌توانستند مجدداً به انسان منتقل شده و اثربخشی واکسن‌های موجود علیه کووید-۱۹ را کاهش دهند.
در واکنش به این تهدید، از ژوئن ۲۰۲۰، چندین مزرعه پرورش راسو در هلند به‌طور کامل اقدام به کشتار گزینشی کردند و در اقدامی پیشگیرانه، دولت این کشور تاریخ توقف تدریجی پرورش خز را که پیش‌تر برای ژانویه ۲۰۲۴ تعیین شده بود، به مارس ۲۰۲۱ تسریع کرد. همچنین، در ژوئیه همان سال، اسپانیا با هدف مهار گسترش ویروس، اقدام به معدوم‌سازی ۱۰۰٬۰۰۰ راسو نمود. در اقدامی جدی‌تر، دولت دانمارک در نوامبر ۲۰۲۰ اعلام کرد که به‌عنوان تدبیری اضطراری برای جلوگیری از شیوع سویه‌ای جهش‌یافته از ویروس کرونا که در میان راسوها شناسایی شده بود، تمامی ۱۷ میلیون راسوی پرورشی این کشور را معدوم خواهد کرد.

پس از این تصمیمات، هلند بار دیگر تاریخ ممنوعیت پرورش راسو را جلو انداخت و ۱ ژانویه ۲۰۲۱ را به عنوان تاریخ نهایی اعمال محدودیت‌ها اعلام نمود. همچنین، شرکت بزرگ خز کوپنهاگن که سهمی معادل ۴۰ درصد از تولید جهانی خز سمور را در اختیار دارد، در نوامبر اعلام کرد که طی دو تا سه سال آینده، فعالیت‌های خود را به‌طور کامل متوقف خواهد کرد. این تصمیم نشانه‌ای آشکار از افول جدی صنعت خز در سطح بین‌المللی به‌ویژه در اروپا بود.

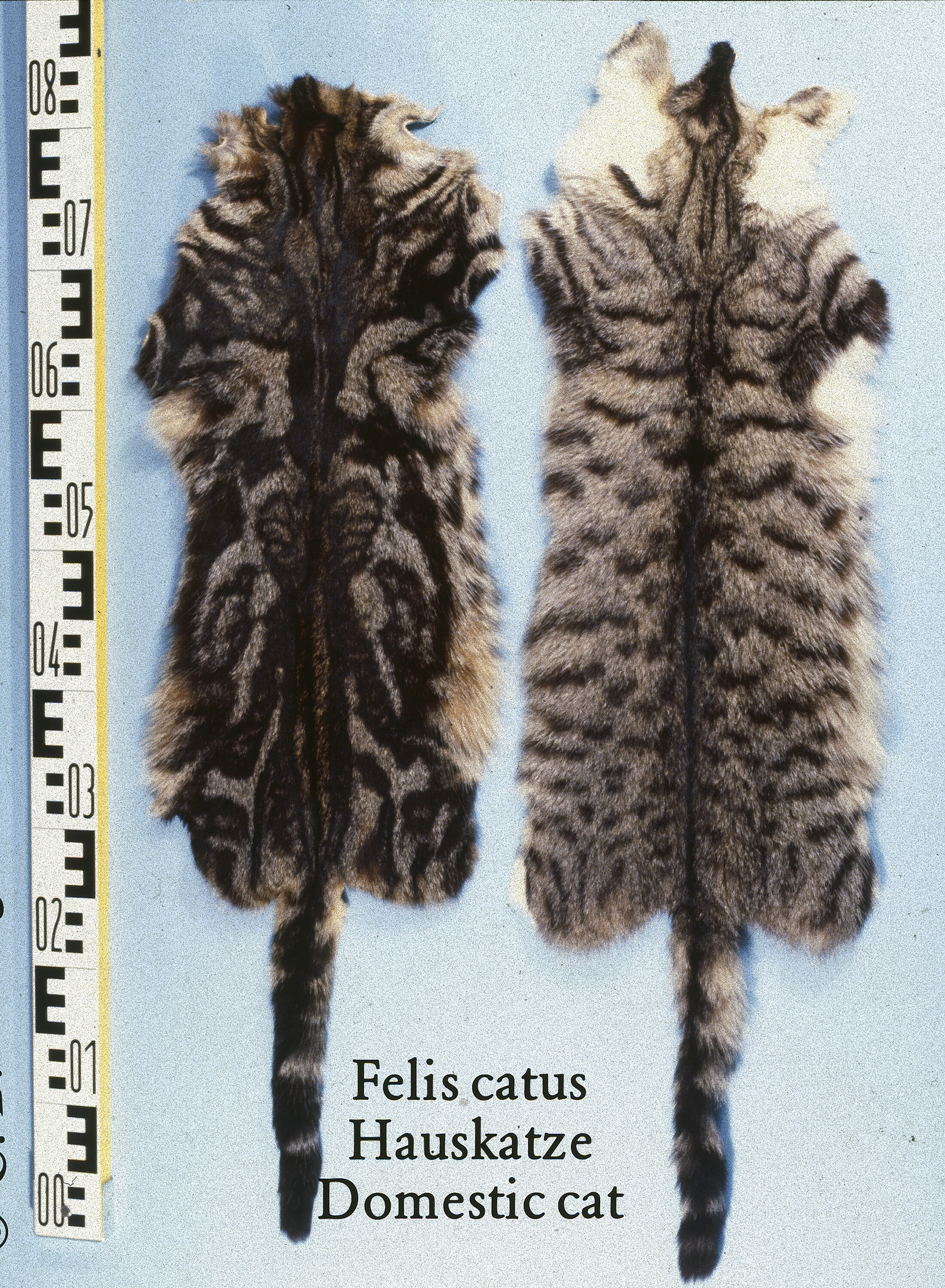
پوست گربه